# Сарвин, Николай Степанович
Николай Степанович Сарвин (18 декабря 1930 — 24 декабря 2004) — передовик советской топливной промышленности, машинист торфоуборочной машины Петровского торфопредприятия Министерства топливной промышленности РСФСР, Московская область, Герой Социалистического Труда (1966).

## Биография
Родился 18 декабря 1930 года в деревне Нагиши Скопинского района Московской области, ныне Рязанской области в русской крестьянской семье. После прохождения военной службы в рядах Советской Армии поступил на работу на Петровское торфопредприятие машинистом торфоуборочной машины. На протяжении 18 лет он в тёплое время года добывал торф - сырьё для Шатурской тепловой электростанции. Весной и осенью готовил поля под добычу торфа, а зимой подготавливал технику - торфоуборочную машину "МТФ-41" к длительному сезону.
За выдающиеся успехи, достигнутые в выполнении заданий семилетнего плана по развитию торфянной промышленности Указом Президиума Верховного Совета СССР от 29 июня 1966 года Николаю Степановичу Сарвину было присвоено звание Героя Социалистического Труда с вручением ордена Ленина и золотой медали «Серп и Молот».
В дальнейшем продолжал трудовую деятельность. После завершения обучения в техникуме продолжил работать старшим мастером производственного поля Петровского торфопредприятия. Под его началом была вся торфоуборочная техника и вспомогательные машины, которые обслуживали 35 механизаторов. Многие были награждены орденами и медалями за ударный труд. Дважды избирался депутатом Московского областного Совета депутатов трудящихся.
Проживал в посёлке Керва в городе Шатура Московской области. Умер 24 декабря 2004 года.

## Награды
За трудовые успехи удостоен:
- золотая звезда «Серп и Молот» (29.06.1966),
- орден Ленина (29.06.1966),
- Почётный гражданин Шатурского района (посмертно),
- другие медали.